# Copley Square
Copley Square è una piazza collocata nel quartiere di Back Bay, nella città di Boston, nel Massachusetts (Stati Uniti d'America).

## Storia
Originariamente, Copley Square era conosciuta come Art Square per via delle numerose istituzioni educative e culturali che la circondavano ed era tagliata diagonalmente da Huntington Avenue. Nel 1883, la piazza venne rinominata Copley Square in onore del pittore John Singleton Copley. Nel 1961, la piazza venne riprogettata e vi fu inserita una scultura piramidale. Dal 1986, Copley Square è il punto di arrivo dell'annuale maratona di Boston. Il 15 aprile 2013, l'attigua Boylston Street fu il luogo di un attentato terroristico che causò la morte di tre persone.

## Luoghi d'interesse
- Bostix Kiosk
- Boston Public Library
- Trinity Church
- Fairmont Copley Plaza Hotel
- John Hancock Tower
- Old South Church